# بيترو تيراكيانو
بيترو تيراكيانو (بالإيطالية: Pietro Terracciano)‏ (8 مارس 1990 في إيطاليا - ) هو لاعب كرة قدم إيطالي في مركز حراسة المرمى. لعب مع نادي أفيلينو ونادي ساليرنيتانا ونادي كاتانيا وإيه جي نوسرينا 1910 ‏ وSSD 1937 Milazzo ‏.

## روابط خارجية
- بيترو تيراكيانو على موقع الاتحاد الأوربي (الإنجليزية)
- بيترو تيراكيانو على موقع قاعدة بيانات كرة القدم.إي يو (الإنجليزية)
- بيترو تيراكيانو على موقع Soccerway.com (الإنجليزية)
- بيترو تيراكيانو على موقع عالم كرة القدم.نت (الإنجليزية)
- بيترو تيراكيانو على موقع AS.com (الإسبانية)